# Paul Milliez
Pour les articles homonymes, voir Milliez.
Paul Milliez, né le 15 juin 1912 à  Mons-en-Barœul (Nord) et mort le 12 juin 1994 à Paris, est un médecin français, résistant sous l'Occupation, pionnier de la recherche, célèbre pour ses prises de positions politiques et sociales. Il est le neveu d’Eugène Rivet, médecin, et de Paul Rivet.

## Famille
Paul Milliez est né dans une famille bourgeoise. Il est l'aîné des cinq enfants de Lucien-Ursmar-Guilain Milliez, troisième génération de négociants en produits métallurgiques dans le Nord, et de Thérèse Rivet (1891-1974), fille d'un percepteur des contributions directes en Lorraine. Après leur mariage, son père vient s'établir à Paris comme représentant de plusieurs entreprises sidérurgiques de Lorraine : les fonderies d'Allichamps (Haute-Marne), les usines de la Motte (Saint-Dizier), les forges d'Haironville (Meuse), la Manufacture d'Articles d'Ameublement Métallique et de Ferronnerie (M.A.A.M.F) à Saint-Dizier.
Il fait ses études secondaires à Paris chez les Jésuites au collège Saint-Louis de Gonzague.

## Carrière médicale
Il fait des études de médecine à Paris.
Étudiant, il s'inscrit à la conférence Laennec, dirigée par les Jésuites, qui rassemble les étudiants en médecine catholiques. Il en fut président pendant dix ans, notamment durant l'Occupation allemande.
Il réussit le concours de l'Internat des hôpitaux de Paris en 1936, épouse en 1939 la fille du professeur André Lemierre, médecin bactériologiste, est médaillé d'or en 1942, devient médecin des hôpitaux en 1946.
Pendant la guerre il s'associe à la Résistance.
Il a contribué, avec Gabriel Richet et le concours de François Lhermitte et de Georges Mathé, à mettre au point l'exanguinotransfusion, premier procédé d'épuration extra-rénale en 1948 dans le service de Louis Pasteur Vallery-Radot.
Il est successivement professeur agrégé à la faculté de médecine de Paris en 1949, professeur de clinique médicale à partir de 1959, médecin à l’hôpital Beaujon, puis chef de service à Broussais de 1962 à 1981. Il est enfin professeur titulaire de la chaire de clinique médicale propédeutique à la faculté Broussais-Hôtel-Dieu, doyen de 1968 à 1981.
Paul Milliez a été un spécialiste mondialement reconnu de l'hypertension artérielle. Il a aussi été un des créateurs de la Fondation nationale pour la recherche médicale.

## Engagements multiples
Grand médecin, catholique fervent, Paul Milliez a aussi pris souvent position dans des débats publics.
Pendant la guerre d'Algérie, il se prononce, en 1956, contre l'Algérie française. En 1967, il organise pendant la guerre des Six Jours un comité d'aide aux victimes arabes. Il s'engage aussi contre la dictature des colonels en Grèce ou encore contre l'internement des dissidents soviétiques en hôpitaux psychiatriques.
Lors du procès de Bobigny autour de l'avortement en 1972, à la demande de Gisèle Halimi, il témoigne en faveur de la défense et déclare : « Je ne vois pas pourquoi nous, catholiques, imposerions notre morale à l’ensemble des Français ». Le ministre de la Santé Jean Foyer le convoque, en présence du professeur Jean-Louis Lortat-Jacob, président du conseil national de l'Ordre des médecins. Il lui aurait déclaré : « Il ne faut pas que le vice des riches devienne celui des pauvres »,. Le conseil national de l'Ordre des médecins lui adresse un blâme à la suite de son soutien à l'IVG.
En 1974, il est un des fondateurs de l'Association médicale franco-palestinienne (AMFP).
En 1981, le ministre de la Justice Robert Badinter lui confie la présidence d'une commission sur le suivi de la victime. Le rapport de la commission Milliez propose entre autres de soutenir la création d'un réseau associatif d'aide aux victimes.

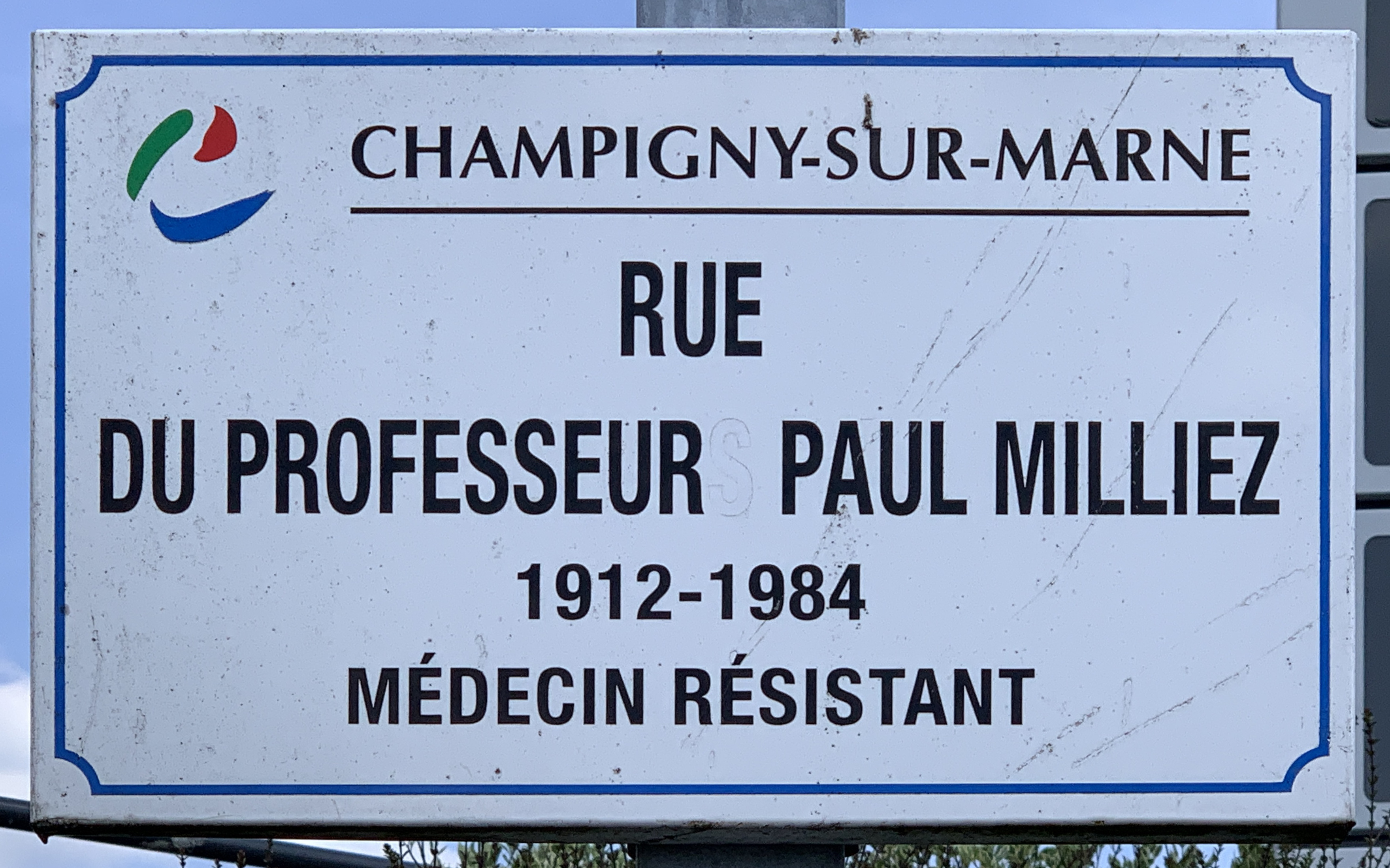
Plaque de rue à Champigny-sur-Marne.

En 1990, il signe l'Appel des 75 contre la guerre du Golfe.
Paul Milliez est l'auteur de plusieurs livres, dont Médecin de la liberté (prix Georges-Dupau en 1982).
Une rue de Champigny-sur-Marne a reçu le nom de Paul Milliez en 1994. Une place de La Bernerie-en-Retz (Loire-Atlantique) porte son nom.

## Œuvres
- Médecin de la liberté (1980, rééd. 1982), Le Seuil,  (ISBN 2020060639), entretiens avec Igor Barrère.
- Du bon usage de la vie et de la mort (1983)  (ISBN 978-2-213-01269-8).
- Ce que je crois (1986), éditions Grasset.
- Une certaine idée de la médecine, en collaboration avec Alexandre Minkowski ; éditions Ramsay.
- Ce que j'espère (1989), éditions Odile Jacob,  (ISBN 2-7381-0076-7)
- Collection « L'année du Médecin », 1975-1976-1977, Flammarion Médecine

## Filmographie
- Le Procès de Bobigny : joué par Erick Desmarestz